# Boško Balaban
Boško Balaban (Rijeka, Croacia, 15 de octubre de 1978) es un exfutbolista croata. Jugaba en la posición de delantero y su último equipo conocido fue el Selangor FA de Malasia.

## Trayectoria

### Inicios
Nacido en Rijeka, comenzó a jugar en el club local HNK Rijeka y participó en 97 partidos entre 1995 y 2000, marcando un total de 21 goles. Durante la temporada 1999-2000, fue el máximo goleador de su equipo con 15 goles y atrajo la atención de otro club croata, el Dinamo Zagreb. Jugando para el Dinamo, Balaban mantuvo su forma goleadora y una vez más se convirtió en el máximo goleador de la liga con 14 goles en 25 partidos. Para la temporada siguiente, Aston Villa lo contrató por una cifra de £5.8 millones, ganando un contrato de £20,000 a la semana.

### Aston Villa
Balaban no pudo encontrar regularidad en el Aston Villa, haciendo solo nueve apariciones, siete como suplente, en dos años y medio. Fue cedido nuevamente al Dinamo Zagreb para la temporada 2002-03, anotando 15 goles en 24 apariciones. En diciembre de 2003, Aston Villa liberó a Balaban de su contrato y fichó por el Club Brugge como jugador libre.
Balaban es citado regularmente como uno de los peores fichajes de la Premier League de todos los tiempos. En una entrevista de 2019 con la revista FourFourTwo , Balaban cuestiono esto, argumentando que Aston Villa nunca le dio la oportunidad de jugar: "Si eres un club que gasta mucho dinero en los fichajes y luego no los dejas jugar, las burlas deben ser para el equipo ".

### Club Bruggle
En la temporada 2004-05, Balaban anotó 25 goles en 24 apariciones con el Club Brugge; en la temporada 2005-06, anotó 27 goles en 30 partidos con el Brujas. En agosto de 2007, Balaban volvió al Dinamo después de que Brujas comprara al máximo goleador François Sterchele . Balaban dijo que echaría mucho de menos al Brujas y que lo pasó de maravilla en el club. Se ganó el apodo entre los fanáticos de Brujas de "Super Bosko", debido a que marcó cuatro goles en un partido y marcó una media de 0,5 goles por partido.

### Dinamo Zagreb
Durante el tiempo que Balaban estuvo en el Dinamo Zagreb, tuvo un incidente relacionado con un saludo fascista, que hizo a los fanáticos después de marcar un gol contra el Inter Zapresic . Tuvo que pagar una multa de 100 KN (unos 14 euros).

### Panionios NFC
En junio de 2009, Panionios NFC fichó a Balaban por tres años. Balaban anotó ocho goles y fue el líder goleador de Panionios en la Superliga 2009-10.

### Selangor FA
El 29 de enero de 2012, el equipo de la Superliga de Malasia, Selangor FA, fichó a Balaban por un monto no revelado. Debutó y anotó el gol de la victoria en el juego contra los líderes de la liga Kelantan FA el 14 de febrero de 2012, ganando el Selangor 2-1.
Después de ayudar a Selangor a clasificarse para la Copa AFC 2013, el contrato de Balaban no se renovó de mutuo acuerdo.

## Trayectoria internacional
Balaban ganó 35 partidos internacionales con Croacia entre 2000 y 2007, anotando diez goles. Su debut se produjo en un partido amistoso contra Eslovaquia el 16 de agosto de 2000, después de ser miembro habitual de la selección croata sub-21 durante más de un año. Su debut resultó ser exitoso, ya que marcó el único gol de Croacia en el empate 1-1.
Balaban se destacó durante la eliminatoria de clasificación de Croacia para la Copa Mundial de la FIFA 2002, participó en los ocho partidos y marcó cinco goles, incluido un triplete contra Letonia en la victoria por 4-1 el 24 de marzo de 2001. También estuvo en la lista final de la selección de Croacia para la de la Copa del Mundo de 2002, pero pasó los tres partidos de la fase de grupos en el banquillo. Posteriormente, no apareció en ningún partido con la selección de Croacia entre febrero de 2003 y agosto de 2004, y se perdió toda la campaña de clasificación para la Euro 2004 , así como la fase final. Regreso a la selección cuando Croacia jugó en contra de Bulgaria el 9 de octubre de 2004 en la eliminatoria de clasificación de la selección croata para la Copa Mundial de la FIFA 2006 y posteriormente apareció en otros cuatro partidos de clasificación, anotando un doblete contra Islandia el 3 de septiembre de 2005. También fue miembro del equipo que jugo la Copa del Mundo de 2006, pero una vez más pasó los tres partidos de grupo en el banco de suplentes.
A principios de septiembre de 2006, el técnico croata Slaven Bilić no convocó a Balaban, junto con sus compañeros de equipo Ivica Olić y Dario Srna, del equipo para su primer partido de clasificación para la Eurocopa 2008 contra Rusia debido a que estuvieron presentes en una fiesta en una discoteca de Zagreb . Sin embargo, Balaban fue el único de los tres jugadores que regresó a la convocatoria para la siguiente eliminatoria contra Andorra un mes después, que Croacia ganó por 7-0. Balaban entró como suplente una hora después de iniciado el partido, y con Croacia 5-0 arriba, Balaban anotó posteriormente el gol más rápido de la historia de un solo jugador para la selección croata, anotando solo 20 segundos después de entrar al campo.

## Clubes
| Club          | País       | Año       | Partidos | Goles | Media |
| ------------- | ---------- | --------- | -------- | ----- | ----- |
| NK Rijeka     | Croacia    | 1995-2000 | 97       | 21    | 0.22  |
| Dinamo Zagreb | Croacia    | 2000-2001 | 27       | 14    | 0.52  |
| Aston Villa   | Inglaterra | 2001-2002 | 8        | 0     | 0     |
| Dinamo Zagreb | Croacia    | 2002-2003 | 24       | 15    | 0.63  |
| Club Brujas   | Bélgica    | 2003-2007 | 83       | 40    | 0.48  |
| Dinamo Zagreb | Croacia    | 2007-2009 | 31       | 19    | 0.61  |
| Panionios NFC | Grecia     | 2009-2011 | 50       | 12    | 0.24  |
| Selangor FA   | Malasia    | 2011-2012 | 20       | 12    | 0.6   |
|               |            | Total     | 340      | 131   | 0.39  |

## Selección nacional
Ha sido internacional con la Selección de fútbol de Croacia, ha jugado 35 partidos internacionales y ha anotado 10 goles.

### Participaciones en Copas del Mundo
| Mundial                        | Sede                  | Resultado    |
| ------------------------------ | --------------------- | ------------ |
| Copa Mundial de Fútbol de 2002 | Corea del Sur y Japón | Primera fase |
| Copa Mundial de Fútbol de 2006 | Alemania              | Primera fase |

### Goles internacionales
| #  | Fecha                   | Rival      | Marcador | Resultado | Competición                 |
| -- | ----------------------- | ---------- | -------- | --------- | --------------------------- |
| 1  | 16 de agosto de 2000    | Eslovaquia | 1-0      | 1-1       | Amistoso                    |
| 2  | 24 de marzo de 2001     | Letonia    | 1-0      | 4-1       | Clasificación Mundial 2002  |
| 3  | 24 de marzo de 2001     | Letonia    | 2-0      | 4-1       | Clasificación Mundial 2002  |
| 4  | 24 de marzo de 2001     | Letonia    | 3-0      | 4-1       | Clasificación Mundial 2002  |
| 5  | 2 de junio de 2001      | San Marino | 2-0      | 4-0       | Clasificación Mundial 2002  |
| 6  | 9 de junio de 2001      | Letonia    | 1-0      | 1-0       | Clasificación Mundial 2002  |
| 7  | 3 de septiembre de 2005 | Islandia   | 1-1      | 3-1       | Clasificación Mundial 2006  |
| 8  | 3 de septiembre de 2005 | Islandia   | 2-1      | 3-1       | Clasificación Mundial 2006  |
| 9  | 23 de mayo de 2006      | Austria    | 4-1      | 4-1       | Amistoso                    |
| 10 | 7 de octubre de 2007    | Andorra    | 6-0      | 7-0       | Clasificación Eurocopa 2008 |

| Categoría      | Año       | Partidos | Goles | Media |
| -------------- | --------- | -------- | ----- | ----- |
| Croacia Sub-21 | 2000      | 3        | 0     | 0     |
| Croacia        | 2000-2007 | 35       | 10    | 0.29  |
|                | Total     | 38       | 10    | 0.26  |

## Palmarés

### Campeonatos nacionales
| Título               | Club          | País    | Año  |
| -------------------- | ------------- | ------- | ---- |
| Copa de Croacia      | Dinamo Zagreb | Croacia | 2001 |
| Prva Liga            | Dinamo Zagreb | Croacia | 2003 |
| Jupiler League       | Club Brujas   | Bélgica | 2005 |
| Supercopa de Bélgica | Club Brujas   | Bélgica | 2005 |
| Copa de Bélgica      | Club Brujas   | Bélgica | 2007 |
| Supercopa de Croacia | Dinamo Zagreb | Croacia | 2007 |
| Prva Liga            | Dinamo Zagreb | Croacia | 2007 |
| Copa de Croacia      | Dinamo Zagreb | Croacia | 2007 |
| Supercopa de Croacia | Dinamo Zagreb | Croacia | 2008 |
| Prva Liga            | Dinamo Zagreb | Croacia | 2008 |
| Copa de Croacia      | Dinamo Zagreb | Croacia | 2008 |